# Quaesitosaurus
Quaesitosaurus ("neobyčejný ještěr") byl rod titanosaurního sauropodního dinosaura, objeveného ruskými paleontology v Mongolsku v roce 1983.

## Popis
Tento středně velký sauropod dorůstal délky kolem 12 metrů, možná však až 23 metrů (rozměry není možné přesněji určit). Žil v období pozdní křídy (věk santon až kampán, asi před 86 až 72 miliony let). Jediný popsaný druh dostal název Q. orientalis.

## Objev
Materiál tohoto druhu sestává výhradně z nekompletní lebky, objevené ve formaci Barun Goyot nedaleko Shar Tsav v mongolské poušti Gobi. Lebka je nízká, dlouhá a zuby kolíkovité. Je pravděpodobné, že tvar těla byl blízký zástupcům diplodocidů, jako byl Diplodocus. Blízkým příbuzným kvézitosaura mohl být také jiný mongolský sauropod Nemegtosaurus, někdy dokonce považovaný jen za jinou varietu stejného druhu. Pravděpodobně byly oba tyto rody zástupci čeledi Nemegtosauridae.

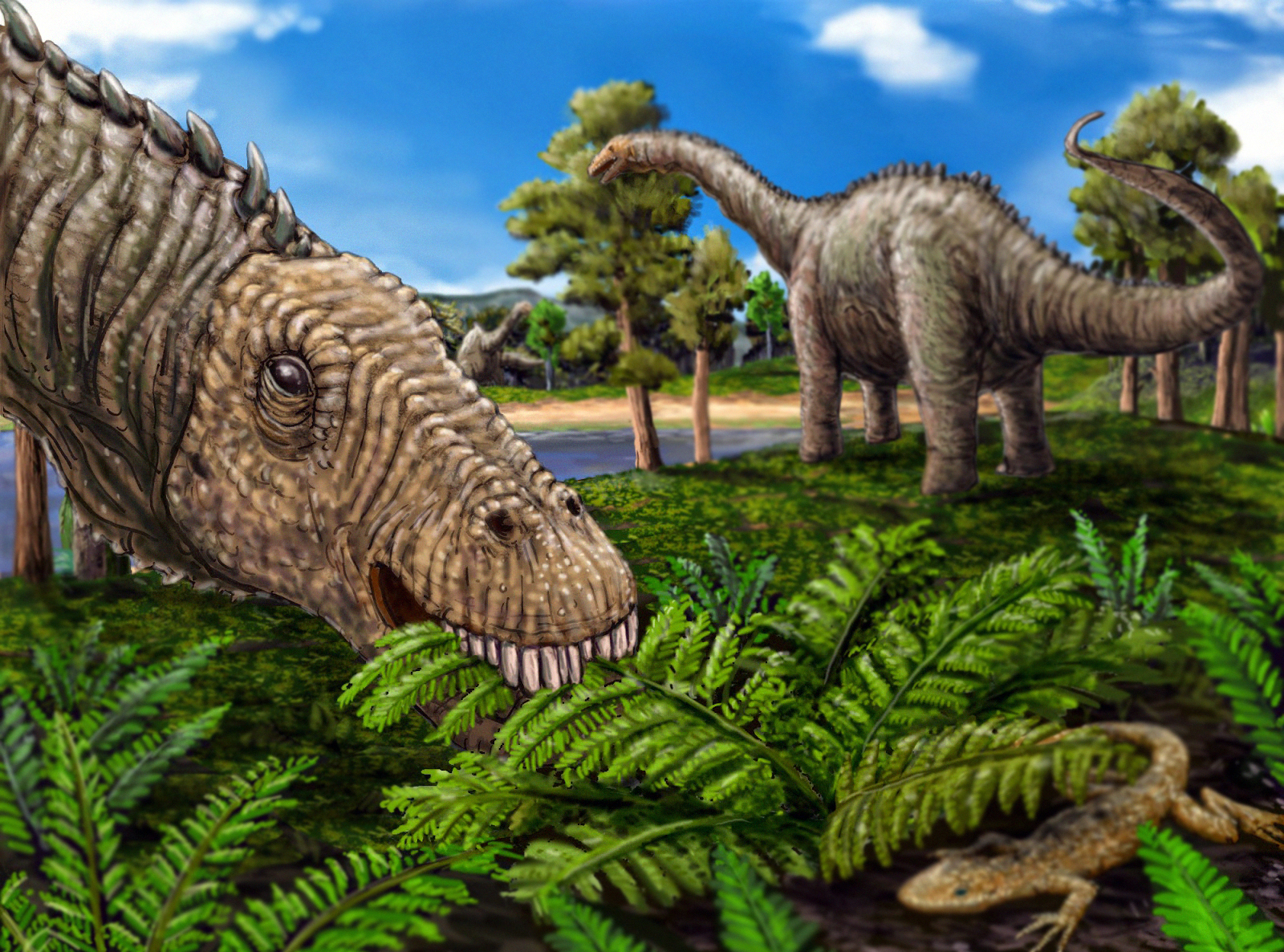
Quaesitosaurus - hypotetická rekonstrukce vzezření